# Oddelek za filozofijo, Filozofska fakulteta v Ljubljani

## Zgodovina
Univerzitetni študij filozofije v Ljubljani ima svoj rojstni datum: to je 11. marec 1920, ko je tedanji privatni docent France Veber začel s predavanji iz teoretične filozofije. Vendar se univerzitetni študij filozofije v Ljubljani ne začne leta 1920, kajti popoln visokošolski študij filozofije v Ljubljani poteka že od leta 1704 v jezuitskem kolegiju. Tako ima filozofija v Ljubljani dva rojstna datuma: latinskega in slovenskega.

### Prvo obdobje – od 1920 do konca druge svetovne vojne
Je doba nastanka samega oddelka, ki je bil povezan (že zaradi svojega naslova) z nastankom Filozofske fakultete Univerze v Ljubljani. Oddelek se je tedaj imenoval Filozofski seminar in je bil povezan s pedagogiko. Šele v zimskem semestru 1922/23 so bila pedagoška predavanja ločena od filozofskih. Predavanja so se začela v poletnem semestru 1920, natančneje 11. marca 1920.

### Drugo obdobje – od 1946 do 1965
V študijskem letu 1950-51 je  Filozofski seminar dobil obsežnejši študijski program, tedaj so rekli učni načrt, ki je obsegal naslednje predmete: 
Zgodovina filozofije, Dialektični in zgodovinski materializem, Logika in zgodovina logike, Teorija in zgodovina etike, Teorija in zgodovina estetike, Politična ekonomija, Obča zgodovina, Zgodovina narodov Jugoslavijie, Zgodovina svetovne književnosti, Zgodovina in principi višje matematike, Principi sodobne fizike, Obča biologija z darvinizmom, Psihologija, Latinski jezik, Pedagogika, Predvojaška vzgoja, Tuj jezik (fakultativno). 
Leta 1954 se je oddelek preimenoval v Oddelek za filozofijo in sociologijo. Kasneje se je oddelek spet razdelil in do danes ohranil svoje sedaj veljavno ime Oddelek za filozofijo. 
V študijskem letu 1959-60 je bil na oddelek povabljen prof. Boris Majer, ki je bil kasneje imenovan za predstojnika oddelka.
Leta 1964 je prišel na oddelek dr. Vojan Rus, docent za filozofsko antropologijo, ki je postal kasneje tudi predstojnik oddelka za filozofijo (1965-66).

### Tretje obdobje – od 1965 do bolonjske reforme
Do leta 1971 je imel oddelek za filozofijo katedro za zgodovino filozofije in katedro za sistematsko filozofijo. Od študijskega leta 1971/1972 pa oddelek tvorijo štiri katedre: katedro za sistematsko filozofijo, katedra za logiko in metodologijo, katedra za zgodovino filozofije in katedra za marksologijo in zgodovino marksizma. 
Poleg tega je bil organiziran tudi magistrski, »tretjestopenjski« študij. Sredi osemdesetih let se je začela akcija »novi raziskovalci«, ki je omogočala sistematično skrb za kadre. Tako je oddelku uspelo ustvariti jedro učiteljev in asistentov na področju filozofije na oddelku in tudi na Inštitutu za filozofijo ZRC SAZU. 
V študijskem letu 1985/86 je bil uveden nov Vzgojnoizobraževalni program za študij filozofije. Del novih programov je tudi magistrski študij, ki je imel kar devet smeri. 
V študijskem letu 1991/92 je prišlo do preimenovanj kateder in do sprememb v vodenju kateder: katedra za ontologijo in filozofsko sistematiko, katedra za logiko, metodologijo in kognitivno filozofijo z računalniških laboratorijem, katedra za zgodovino filozofije in fenomenologijo, katedra za socialno filozofijo, filozofijo zgodovine in teoretsko psihoanalizo.
Ob koncu devetdesetih sta dve vrsti dvopredmetnega študija, pedagoška in nepedagoška smer. Tako je od štud. leta 1999/2000 dalje Oddelek za filozofijo izvajal tri smeri dodiplomskega študija: samostojna (enopredmetna) smer, dvopredmetna pedagoška smer in dvopredmetna nepedagoška smer.

### Meinongova knjižnica
Ko je bila leta 1919 ustanovljena Univerza Kraljevine SHS, je bil velik problem nezadostno število knjig in drugega študijskega gradiva. Sicer je univerza v Ljubljani zaprosila za delež knjig iz graške univerzitetne knjižnice, toda na žalost je bila prošnja zavrnjena. V poletnem semestru 1920 je prišel na filozofsko fakulteto doc. dr. France Veber. To leto je začel delovati seminar za filozofijo, ki je sprva bil združen s pedagoškim seminarjem. Manj kot leto kasneje je bila odkupljena knjižnica Vebrovega učitelja Alexiusa Meinonga. Odkupili so jo od njegove vdove. Cena knjižnice je s prevoznimi stroški znašala 30.000 mark. 
Knjižnica je sprva bila v stavbi sedanjega glavnega univerzitetnega poslopja. S selitvijo seminarja v NUK in nato leta 1959/60 v novo poslopje Filozofske fakultete je bila preseljena tudi Meinongova knjižnica. Okoli leta 1950 je bila knjižnica razdeljena med druge knjige seminarja za filozofijo. Inventarna knjiga Meinongove knjižnice iz leta 1950 je pomanjkljiva in neprimerna, ker ne upošteva knjig, podarjenih novoustanovljenemu seminarju za psihologijo  Po Vebrovih navedbah je knjižnica obsegala 2028 številk v okrog 2600 snopičih.
V letih 1989 - 1990 pa je bibliotekarka Ana Juvančič Mehle po zahtevi predstojnika Oddelka za filozofijo, prof. dr. Franeta Jermana, restituirala knjižnico. Slovesno odprtje je bilo 30. oktobra 1990, ob 100. obletnici rojstva Franceta Vebra.
Katalog Meinongove knjižnice, ki je izšel leta 1998, navaja 2387 monografskih enot in 346 letnikov revij.
293 knjig je izgubljenih, toda jedro je ohranjeno in je do zadnje selitve krasilo steno predavalnice št. 420 Filozofske fakultete v Ljubljani.

## Študijski programi
Filozofski študiji so v času pred bolonjskimi študijskimi programi doživeli veliko strukturnih reform. 
V času od leta 2004 so na oddelku potekale intenzivne priprave na bolonjski študij. 
V študijskih programih so zastopane vse filozofske smeri, kar je posebnost, saj so marsikje po svetu na univerzah filozofski oddelki razdeljeni po filozofskih smereh. 

### Dodiplomski študij
Enopredmetni študijski program prve stopnje Filozofija
Cilj študijskega programa je, da po uspešnem zaključku diplomantke in diplomante usposobi za znanstveno in strokovno delo na raziskovalnih in izobraževalnih institucijah, za samostojno publicistično in prevajalsko delo na področju filozofije, humanistike in družboslovja ter za delo v knjižnicah, uredništvih založniških in medijskih hiš ter drugih kulturnih ustanovah, ki se ukvarjajo s spremljanjem, raziskovanjem in negovanjem svetovne in domače filozofske in humanistične dediščine.
Študij je na voljo z dvema moduloma: Filozofija kulture in Filozofija splošno.
Dvodisciplinarni študijski program prve stopnje Filozofija
Študentke in študenti v okviru prvostopenjskega dvodisciplinarnega študijskega programa filozofija usvojijo temeljno znanje o filozofski problematiki in različnih teoretskih ter metodoloških pristopih k njej. Študenti in študentke usvojijo znanje, ki je povezano s splošno teorijo in z razumevanjem kulture, področji delovanja, ustvarjanja, vrednotenja in spoznavanja ter odnosi med jezikom in sporazumevanjem, kulturo in družbo, humanostjo in humanizmom, umetnostjo in tehnologijo.

### Podiplomski študij
Trije drugostopenjski oziroma magistrski programi filozofije so: 
- Študijski program druge stopnje Filozofija – magistrski študij

- Drugostopenjski magistrski pedagoški dvopredmetni študijski program Filozofija

- Drugostopenjski magistrski dvodisciplinarni študijski program Filozofija kulture

Poteka tudi oblikovanje programa interdisciplinarnega magistrskega študija Kognitivne znanosti.

### Doktorski študij
Poleg izobraževanja na prvi in magistrski stopnji omogoča oddelek tudi razvejan doktorski študij.
Filozofska fakulteta in Fakulteta za družbene vede v sodelovanju z Akademijo za glasbo, Fakulteto za računalništvo in informatiko, Fakulteto za matematiko in fiziko, Teološko fakulteto ter Akademijo za gledališče, radio, film in televizijo Univerze v Ljubljani izvaja doktorski študijski program 3. stopnje Humanistika in družboslovje.
- Interdisciplinarni doktorski študijski program Humanistika in družboslovje (veljavnost do 2013/2014)
- Interdisciplinarni doktorski študijski program Humanistika in družboslovje (veljavnost od 2013/2014)

- The Humanities and Social Sciences (veljavnost do 2012/2013)
- The Humanities and Social Sciences (veljavnost od 2013/2014)
- Interdisciplinarna študijska programa Varstvo okolja in Statistika

## Raziskovalna dejavnost
Zelo razvita je tudi raziskovalna dejavnost. Člani oddelka za filozofijo tvorijo raziskovalno skupino »Filozofija pri Znanstvenem inštitutu«. 
Glavni raziskovalni program »Filozofske raziskave« pa vodi akad. prof. dr. Slavoj Žižek. V skupino je vključenih 24 raziskovalcev. Člani oddelka pa sodelujejo tudi pri urejanju strokovnih revij in zbirk.

## Organiziranost
- Katedra za zgodovino filozofije in fenomenologijo

- Katedra za logiko, metodologijo znanosti in fil. kognitivnih znanosti

- Katedra za socialno filozofijo, filozofijo zgodovine in teoretsko psihoanalizo

- Katedra za filozofsko sistematiko

## Dejavnost študentov filozofije
Na Oddelku za filozofijo od leta 1998 deluje Študentsko filozofsko društvo (ŠFD), ki izvaja številne in raznovrstne obštudijske aktivnosti, ki so bodisi namenjeni poglobitvi in razširitvi študijskih vsebin bodisi so družabne narave. Trenutni predsednik društva je Martin Bole.
Glasilo Iluzija je publikacija ŠFDja. Izhaja enkrat letno, v njej pa so objavljeni prispevki študentov in študentk filozofije.
ŠFD organizira tudi Filozofski maraton, tedenski cikel predavanj študentov v novembru, ko je svetovni dan filozofije.
Na pobudo in v organizaciji študentov in študentk filozofije in strokovnega tajnika oddelka so od leta 2009 po Filozofski fakulteti razvrščene »eko-točke«, mesta za ločeno odlaganje odpadkov. Filozofska fakulteta odslej vsakodnevno velikemu številu študentk in študentov kaže zgled za odgovorno ravnanje z odpadki.
Redni študij se je v zadnjem desetletju zelo okrepil z mednarodnimi pogodbami o sodelovanje in izmenjavi študentov in učiteljev.

## Predstojniki oddelka
- Boris Majer 1961–64
- Vojan Rus 1965–66
- Božidar Debenjak 1971–73
- Valentin Kalan 1978–80
- Božidar Debenjak 1980–84
- Andrej Ule 1984–86
- Valentin Kalan 1986–88
- Frane Jerman
- Matjaž Potrč 1992–93?
- Božidar Debenjak 1992?–96
- Tine Hribar 1996–98?
- Andrej Ule 1998–2000
- Borut Cerkovnik 2006–08
- Valentin Kalan 2011–13
- Marko Uršič 2013–15
- Borut Ošlaj 2015–17
- Janko M. Lozar 2019–21
- Vojko Strahovnik 2021–